# 斋林·旺多
斋林·旺多（藏語：བྲག་གདོང་བཀྲས་གླིང་དབང་རྡོར།，威利转写：brag gdong bkras gling dbang rdor，1934年—2022年），藏族翻译家、作家。他是将莎士比亚作品翻译为藏文的第一人。

## 生平
斋林·旺多出生于西藏江孜年堆地方的贵族扎东斋林家。1946年，他作为西藏历史上第二批官费留学生前往印度大吉岭圣约瑟夫学院学习。1953年学成回乡，任教于拉萨第一小学。此后曾任职于日喀则干校。1978年起，他在西藏自治区教委教材编译处工作。1985年，调至西藏自治区旅游局。在旅游局工作期间，他出访过美国、加拿大、尼泊尔、玻利维亚、香港等地。1987年，他曾为第十世班禅额尔德尼与美国前总统吉米·卡特担任过翻译。
1992年退休后，斋林·旺多开始从事翻译与文学创作。他翻译的莎士比亚作品《哈姆雷特》、《罗密欧与朱丽叶》先后于2002年、2003年出版，填补了藏文中莎士比亚作品的空白，他也因此被称为“莎翁作品藏文翻译第一人”。此外，他曾将第六世达赖喇嘛的《仓央嘉措情歌》翻译为英文，2009年由朝圣者书屋出版。该英译本采用了英国文艺复兴时期的英语，以期读者能了解作品诞生的年代。除翻译作品之外，他还根据自己幼时经历撰写了藏文长篇小说《斋苏府秘闻》（后又自己翻译为英文），描绘了二十世纪三四十年代西藏社会的风貌。2010年，斋林·旺多获颁中国翻译协会“资深翻译家”称号。
斋林·旺多于2022年4月在拉萨逝世，终年88岁。